# Euprosopia millepunctata
Euprosopia millepunctata är en tvåvingeart som beskrevs av Mario Bezzi 1916. Euprosopia millepunctata ingår i släktet Euprosopia och familjen bredmunsflugor. Inga underarter finns listade i Catalogue of Life.